# غوشنة بيضاء
غوشنة بيضاء (الاسم العلمي: Morchella alba) هي نوع من الفطريات يتبع جنس الغوشنة من الفصيلة الغوشنية.